# 量子ゆらぎ
量子物理学において量子ゆらぎ（りょうしゆらぎ、または量子真空ゆらぎ、真空ゆらぎ）は
空間のある点におけるエネルギーの一時的な変化で、ヴェルナー・ハイゼンベルクの不確定性原理で説明される。
これにより仮想粒子の粒子-反粒子対が生成する。
これらの粒子の効果は測定可能であり、例えば電子の有効電荷は「裸の」電荷とは異なっている。
量子ゆらぎは宇宙の構造の起源において非常に重要である。
インフレーションのモデルによれば、インフレーションが始まったときに存在した宇宙は増幅され、現在観測されるすべての構造の種を作った。
真空エネルギーは現在の宇宙の加速（宇宙定数）の原因である。
原理により、エネルギーと時間は次の関係でつながっている。
{\displaystyle \Delta E\Delta t\geq {h \over 4\pi }}
現代の視点では、エネルギーは常に保存されるが、粒子数演算子は場のハミルトニアンまたはエネルギー演算子と交換しない。
よって場の最低エネルギー状態（基底状態、真空状態）は、名前から予想されるような粒子が存在しない状態ではなく、粒子数が0, 1, 2...などの粒子数固有状態の重ね合わせである。